# Assel-Kugelfisch
Der Assel-Kugelfisch (Colomesus asellus, Syn.: Chelychthis asellus) ist ein in Südamerika im Amazonasbecken, in West-Brasilien, im Rio Purus, in West-Guyana, Peru und Kolumbien beheimateter Süßwasserkugelfisch. Er lebt dort in Auenseen in Wassertiefen bis 60 cm. Bis zur Erstbeschreibung von Colomesus tocantinensis (2013) galt der Assel-Kugelfisch als einzige Süßwasserart der Kugelfische in Südamerika.

## Merkmale
Der Assel-Kugelfisch erreicht eine Körperlänge von bis zu 12,8 cm SL. Auf der Unterseite des Schwanzstieles befindet sich ein deutlicher, großer schwarzer Fleck.

Müller und Troschel beschrieben die Art als Chelychthis asellus wie folgt und gaben als Flossenformel D 10, A 9, P 15, C 9 an:

„Rücken und Bauch rau, Schnauze, Schwanz und ein Streifen an der Seite des Rückens glatt, nur dicht hinter dem Auge vereinigen sich die Rauhigkeiten des Rückens und des Bauches. Oberhalb sechs dunkle Querbinden, die erste auf der Schnauze, die zweite zwischen den Augen, die dritte zwischen Augen und Brustflossen, die vierte breiteste dicht hinter den Brustflossen, die fünfte am Anfange der Rückenflosse, die sechste vor der Schwanzflosse. Die Basis der Brustflosse, ein Fleck unter dem Schwanz, und die hintere Hälfte der Schwanzflosse sind ebenfalls schwarz. Die Rückenflosse steht über der Afterflosse. Grösse 4 Zoll (10,16 Zentimeter).“

Von der Brackwasser- bzw. Meerwasserart Colomesus psittacus unterscheidet sich Colomesus asellus durch die Anzahl der dunklen Querbänder zwischen Auge und Schwanzstiel. Davon weist Colomesus psittacus sechs, Colomesus asellus jedoch nur fünf auf. Des Weiteren hat Colomesus psittacus 17 bis 19 und Colomesus asellus 13 bis 16 Strahlen in der Brustflosse. Nur bei Colomesus asellus befinden sich quer über das Kinn eine Reihe von Hautlappen, die bei Colomesus psittacus und Colomesus tocantinensis fehlen. Der dunkle Fleck auf der Unterseite des Schwanzstiels von Colomesus asellus kann bei Colomesus tocantinensis vorhanden sein oder fehlen.

## Lebensraum
Im Lago Camaleo, einem Auensee in der Nähe von Manaus (Brasilien) wurde von zwei Wissenschaftlerteams (Furch 1983, Soares 1986) der Lebensraum und die Ernährung von Colomesus asellus untersucht. Der See weist eine hohe Konzentration von Sauerstoff auf, die in der Trockenzeit, wenn der natürliche Zufluss unterbrochen ist, rapide sinkt. Während dieser Trockenperioden steigt die Salzkonzentration stark an. Colomesus asellus ist relativ häufig in den trüben und klaren Flüssen der Zentralamazonas-Region, aber nicht im Rio Negro zu finden. In freier Natur ist die Temperatur in seinem natürlichen Biotop selten unter 27 °C.

## Ernährung
Wie andere Kugelfische auch, hat Colomesus asellus vier Zahnplatten mit denen hartschalige Beute zerbissen werden kann. Allerdings ernährt sich die Art nach einer Studie zur Charakterisierung der Fischarten im oberen und mittleren Rio-Tocantins-Becken von Land- und Wasserinsekten, Fischen, Sedimenten, organische Stoffen und Algen. Eine weitere Studie wurde am Flussufer im oberen-mittleren Tocantins durchgeführt. Dort sind vielfältige Nahrungsressourcen verfügbar, die räumlich und saisonal variieren können. Trotz der abwechslungsreichen Ernährung konsumierten Jungtiere und adulte Exemplare sowohl in der Regen- als auch in der Trockenzeit hauptsächlich Eintagsfliegen Nymphen, was die Art als Insektenfresser charakterisiert. In einer Ernährungsstudie von Soares 1986, wurden im Magen untersuchter Tiere Algenaufwuchs, Insektenlarven, Mollusken, Garnelen sowie Flossenteile von Fischen gefunden.

## Fortpflanzung
Araujo-Lima et al. (1994), untersuchten die Fortpflanzungsgewohnheiten von Colomesus asellus, bei denen die Tiere beim Einsetzen der Regenzeit und der damit verbundenen Überflutung die Seen verlassen und zum Ablaichen den Amazonas aufsuchen. Vermutlich ist hier eine höhere Sauerstoffversorgung gewährleistet, während in den Auenseen die Eier im sauerstoffarmen Bodengrund versinken würden und die Larvenentwicklung somit gehemmt wäre. Colomesus asellus betreibt keine Brutpflege und gehört zu den Freilaichern. Die Art ist sehr produktiv, da es durch ihr Laichverhalten zu hohen Verlusten kommt. Die geringe Größe der Fischlarven deutet darauf hin, dass die Eier klein sind, ähnlich wie bei den marinen Kugelfischen. Die Larven durchleben eine planktonische Phase und werden von der Strömung in weiter entfernte Auenseen gespült. Der Fortpflanzungstrieb wird vermutlich durch die rasche Verdünnung des einsetzenden Regens zu Beginn der Flut angeregt. Durch das Ansteigen des Salzgehaltes, dessen Ursprung noch nicht geklärt wurde, weist das Wasser einen sehr hohen Kaliumanteil auf.

## Aquaristik
Er gilt im Gegensatz zu vielen anderen Kugelfischen als nicht besonders aggressiv und kann daher unter Umständen auch im Gesellschaftsbecken gehalten werden. Im adulten Stadium werden die Tiere jedoch Artgenossen gegenüber oft sehr ruppig. Flossenbeißereien sind daher nicht ganz auszuschließen.  Erhält er in aquaristischer Haltung keine Schalentiere werden diese Zähne so lang, dass sie den Tieren das Maul verschließen, sodass sie schließlich verhungern. Fangaktion mit Netzen enden hier häufig mit dem Tod der Tiere, da sie über Wasser schneller ersticken als bei Fischen üblich. Fangglocken sind hier vorzuziehen. Colomesus asellus gilt als sehr sauerstoffempfindlich. Während ihrer Ruhephasen liegen die Tiere am Boden. Colomesus asellus besitzt einen extrem großen Schwimmtrieb und benutzt zur Fortbewegung im Gegensatz zu anderen Fischarten die Afterflosse, Rückenflosse und Brustflossen als Antriebsorgan.